# 弗拉基米尔·克利莫夫
弗拉基米尔·雅科夫列维奇·克利莫夫（俄语：Влади́мир Я́ковлевич Кли́мов；1892年7月23日—1962年9月9日），苏联科学家，从事航空发动机制造、设计，曾参与仿制英国发动机，制造了克里莫夫VK-1，后用于米格-15战斗机。少将军衔，苏联科学院院士，两次获得社会主义劳动英雄，四次获得斯大林奖。